# Мейве (кратер)
Кратер Мейве (англ. Craters Maeve) — метеоритний кратер на Європі, супутнику Юпітера.

## Характеристики
Утворився на місці падіння на поверхню супутника Європа космічного метеорита, якого притягнув у свою орбіту масивний Юпітер. Внаслідок чого сформувався ударний кратер з діаметром 21,3 кілометра. Центр кратера розташовано за координатами 58.8° пн. ш., та 78.9° зх. д.
Вперше про льодовий кратер довідалися у 2000 році, після дослідження поверхні супутника телескопами з Землі. Названий на ім'я Мейве, бога столярів в ірландській міфології.

## Ланки
- Картка об'єкту [Архівовано 11 серпня 2018 у Wayback Machine.](англ.)